# Zachariah Mar Nicholavos
Mikołaj (ur. 13 sierpnia 1959) – duchowny Malankarskiego Kościoła Ortodoksyjnego, od 1993 biskup północno-wschodniej Ameryki. Sakrę biskupią otrzymał 15 sierpnia 1993.